# Vilniuská televizní věž
Vilniuská televizní věž (litevsky Vilniaus televizijos bokštas) je 326,5 metrů vysoká stavba, která se nachází ve čtvrti Karoliniškės v západní části Vilniusu v Litvě.
Stavba věže započala 31. května 1974 a byla dokončena 30. prosince 1980.
13. ledna 1991 došlo u Vilniuské televizní věže k masakru, kdy sovětské milice násilně rozehnaly demonstraci za litevskou nezávislost, zabily při tom 14 neozbrojených civilistů a na 700 jich zranily.
Od roku 2000 bývá věž o Vánocích zdobena jako vánoční stromek.